# خالد بشارة
خالد بشارة (27 يوليو 1971- 31 يناير 2020)، رجل أعمال مصري شغل منصب العضو المنتدب لمجموعة أوراسكوم تيليكوم القابضة، كما أنه أحد أعضاء مجلس إدارة أوراسكوم تيليكوم القابضة منذ عام 2003 وعضو مجلس إدارة بشركة ويند للاتصالات.
تم تعيين بشارة مديراً عاماً للعمليات لدى أوراسكوم تيليكوم في أبريل 2009. والجدير بالذكر أنه كان يشغل منصب مدير عام العمليات لشركة ويند للاتصالات ويعتبر زاخراً بالخبرات في مجال تكنولوجيا الاتصالات والمعلومات حيث أنه يتمتع بخبرة إدارية واسعة علاوة على خبراته في تنظيم المشاريع،
رأس بشارة وحدة الخط الثابت والبوابة التجارية لدى شركة ويند للاتصالات اعتباراً من عام 2005 وترقى في المناصب حتى تم تعيينه الرئيس التنفيذي للعمليات بالشركة. لعب دوراً جوهرياً ومؤثراً في إعادة هيكلة تنظيم الشركة مما ترتب عليه إحداث تحوّل إيجابي في شركة ويند من شركة تتكبد الخسائر باستمرار إلى واحدة من أفضل الشركات المتخصصة في تشغيل الهاتف المحمول والخطوط الأرضية وخدمة البرودباند (Broad Band) في أوروبا خلال فترة زمنية قصيرة بلغت ثلاثة أعوام. قبل التحاقه بشركة ويند كان عضواً مؤسساً لشركة لينك دوت نت حيث أنه كان يشغل منصب رئيساً للشركة والرئيس التنفيذي لها وتعتبر تلك الشركة من أكبر مقدمي خدمة الإنترنت الخاص (مزود خدمة الإنترنت) في الشرق الأوسط. وفي عام 2001، وبعد مفاوضات ناجحة، اختارت مايكروسوفت الدخول في شراكة مع شركة لينك دوت نت التي يرأسها بشارة لإطلاق (MSN Arabia)، أول بوابة عالمية في الشرق الأوسط، والتي تقدم خبرة إم إس إن الكاملة في الإنترنت للمستخدمين في المنطقة.

## حياته الشخصية
ولد خالد بشارة يوم 27 يوليو عام 1971. حصل على درجة البكالوريوس من الجامعة الأمريكية بالقاهرة في علوم الحاسب حيث عمل عضواً في المجلس الاستشاري لقسم علوم الكمبيوتر والهندسة. كان خالد بشارة متزوجًا من مريانا بشارة ولديه ولدين: شريف وجلال.

## الحياة المهنية

### لينك دوت نت
قام خالد بشارة بتأسيس شركة لينك دوت نت عام 1996 بعد فترة قصيرة من العمل بشركة مايكرولاب للبرمجيات. أطلق علي الشركة في وقتها 'لينك مصر' والتي كانت تعمل كمزود لخدمات الإنترنت. كان لخالد الدور في شراكة بين مايكروسوفت ولينك دوت نت والتي أدت إلي إطلاق إم إس إن إرابيا كأول بوابة من نوعها في المنطقة العربية.
قامت شركة لينك دوت نت - تحت إدارة خالد بشارة - بالاستحواز علي ثمان شركات إنترنت مما أدي إلي زيادة القوي العاملة بالشركة لأكثر من 1500 موظف لتصبح أكبر شركة خاصة مزودة لخدمات الإنترنت بالمنطقة. في ديسمبر 2003، اختارت مجلة Egypt Business Today خالد بشارة ليكون «أفضل رئيس تنفيذي للعام» تحت سن 40 عاماً.

### Wind Italy
عين خالد بشارة لإدارة وحدة الخط الأرضي في شركة وايند إيتالى في عام 2005. تم ترقيته في عام 2006 ليصبح مديرًا للعمليات للشركة. كان بشارة مسؤولًا في تلك الفترة عن إنقاذ الشركة وتحويلها إلي شركة رائدة في مجال الاتصالات الأرضية والمحمولة وخدمات الإنترنت في قارة أوروبا.

### أوراسكوم القابضة للاتصالات
أصبحت شركة أوراسكوم القابضة للاتصالات أكبر مستثمر في لينك دوت نت عام 1999 حيث بلغت حصتها بالشركة 54 بالمئة. وفي عام 2000، عين بشارة كاستراتيجى خدمات الإنترنت لشركة أوراسكوم. في عام 2000 حتي أصبح عضوًا بمجلس إدارة شركة أوراسكوم القابضة عام 2003.
في إبريل 2009، عين بشارة كمديرًا للعمليات لشركة أوراسكوم القابضة للاتصالات حتي أصبح كرئيسًا تنفيذيًا في نوفمبر ذلك العام.

## وفاته
توفي يوم الجمعة 31 يناير 2020 عن عمر يناهز الثامنة والأربعين إثر حادث سير بالقرب من ميدان الرماية بالساعات الأولى من فجر اليوم المذكور، ونُقل إلى أقرب مستشفى ولكن لفظ أنفاسه بعد ساعة من المحاولات العديدة لإنقاذه التي باءت بالفشل.

## وصلات خارجية
- معلومات عن خالد بشارة على موقع شركة أوراسكوم تيليكوم نسخة محفوظة 15 يوليو 2011 على موقع واي باك مشين.
- حديث خالد بشارة لجريدة الفاينانشال تايمز